# 细叶鸢尾
细叶鸢尾（学名：Iris tenuifolia）是鸢尾科鸢尾属的植物。分布于蒙古、土耳其、俄罗斯、阿富汗以及中国大陆的陕西、黑龙江、辽宁、甘肃、河北、宁夏、吉林、新疆、青海、山西、西藏、内蒙古等地，生长于海拔150米至1,400米的地区，常生长在固定砂丘及砂质地上。

## 别名
老牛拽、细叶马蔺、丝叶马蔺（东北）